# Der Weg nach Marokko
Der Weg nach Marokko (Originaltitel: Road to Morocco) ist ein US-amerikanischer Abenteuerfilm von 1942 unter der Regie von David Butler. Die Geschichte handelt von zwei schiffbrüchigen Freunden, die in einem Scheichtum landen, was mit vielfältigen Verwicklungen einhergeht. Die Freunde werden gespielt von Bing Crosby und Bob Hope. Die Prinzessin, der sie im Scheichtum begegnen, wird von Dorothy Lamour verkörpert, der Scheich von Anthony Quinn.
Der Film gehört zur Reihe der Comedy-„Road“-Filme Road to … beziehungsweise Weg nach … und ist der dritte Film einer siebenteiligen Reihe.

## Handlung
Jeff Peters und Orville „Turkey“ Jackson befinden sich als blinde Passagiere auf einem Frachter, der durch ihre Nachlässigkeit explodiert. Beide werden herausgeschleudert und können sich mühsam an ein behelfsmäßiges Floß geklammert an Land retten. Da sich das Schiff vor Nordafrika befand, treffen sie dort auf ein Kamel, das sie zum Weiterkommen einspannen. So landen sie in einer Stadt in Marokko. Um ihren Hunger zu stillen, suchen sie ein Lokal auf, obwohl sie wissen, dass sie das Essen nicht zahlen können. Jeff wird vom Tisch weggerufen, und von einem Mann werden ihm 200 Drachmen für Orville geboten. Froh, dem finsteren Wirt, der sie schon mit einem Dolch bedroht hatte, entgehen zu können, scheut sich Jeff nicht, Orville als Sklaven zu verkaufen.
In der folgenden Nacht erscheint Jeff Tante Lucy im Traum und mahnt ihn, den Freund zurückzuholen. Also beginnt Jeff nach ihm zu suchen. Dabei kommt er auch am Palast der Prinzessin Shalmar vorbei und findet einen Zettel des Freundes, der ihm dringend rät, nicht weiter nach ihm zu forschen, da er gefangen und schlimmen Misshandlungen ausgesetzt sei, sondern sich in Sicherheit zu bringen und die Stadt schnellstmöglich zu verlassen, damit ihm nicht Gleiches passiere.
Jeff jedoch will den Freund in einer solchen Situation nicht allein lassen und klettert über die Palastmauer. Als er Orville nach einiger Zeit findet, glaubt er seinen Augen nicht trauen zu können, denn der Freund ruht, umgeben von schönen Haremsdamen, auf einem breiten Liegebett und wird von einem besonders schönen Mädchen alles, nur nicht gequält. Es stellt sich heraus, dass es sich hierbei um Prinzessin Shalmar handelt, die ihn sogar heiraten will. Orville zeigt sich verärgert über Jeffs Erscheinen und tut sogar so, als kenne er ihn nicht. Die Prinzessin allerdings zeigt sofort Interesse an Jeff, und auch ihm gefällt die schöne Frau ausnehmend gut. Eigentlich jedoch ist die Prinzessin dem Scheich Mullay Kasim versprochen. Da ihr ein Prophet aber vorhergesagt hat, dass ihr erster Mann innerhalb der ersten Ehewoche eines gewaltsamen Todes sterben werde, hat die Prinzessin Orville auf dem Markt kaufen lassen, damit ihn dieses Schicksal ereile.
Der jungen Haremsdame Mihirmah jedoch gefällt Orville so gut, dass sie ihm ein solches Schicksal ersparen will. Auch Orville will dem Freund ganz plötzlich den Vortritt lassen. Als sich herausstellt, dass die Prognose des Propheten falsch war, da sich einige Insekten in sein Teleskop verirrt hatten, ist es zu spät für ihn, denn Shalmar hat Jeff bereits ein Eheversprechen gegeben. Orville findet sich mit den Gegebenheiten ab und findet zunehmend Gefallen an Mihirmah.
Man plant eine Doppelhochzeit, an die sich eine Flucht nach New York anschließen soll. Scheich Mullay Kasim jedoch ist damit ganz und gar nicht einverstanden und raubt die Prinzessin und Mihirmah dazu. Mit Jeff und Orville wird kurzer Prozess gemacht, man steckt sie in zwei Netzsäcke und bindet diese an einem Kamel fest, das man in die Wüste entlässt. Zum Glück für Jeff und Orville lösen die Säcke sich und fallen in den Wüstensand. Bei ihrer Wanderung durch die Wüste werden sie von diversen Halluzinationen heimgesucht, landen aber schließlich an einer Oase, in deren Nähe sich Kasims Lager befindet.
Als man sie entdeckt, werden sie gefangen genommen und eingesperrt. Der Scheich verzichtet darauf, sie töten zu lassen, weil es seine Hochzeitsnacht ist. Findig wie beide sind, gelingt es ihnen, ihre Wächter zu überlisten, als Beduinen verkleidet wieder ins Lager des Scheichs zu gelangen und die Hochzeitsgäste so zu verwirren, dass unter ihnen ein Kleinkrieg ausbricht, den Jeff und Orville nutzen, um Shalmar und Mihirmahn zurückzurauben, sich zwei Pferde zu schnappen und, den allgemeinen Tumult für sich nutzend, mit den Frauen zu entkommen. Es gelingt ihnen, ein Schiff nach New York zu besteigen. Allerdings explodiert auch dieses Schiff, als Orville sich unbedacht eine Zigarette anzündet. Die Pärchen müssen den Rest des Weges gen New York per Floß bewältigen.

## Produktion und Hintergrundinformationen
Die Dreharbeiten zum Film fanden vom 25. Februar bis zum 23. April 1942 statt. Gedreht wurde im Imperial County im US-Bundesstaat Kalifornien sowie in den Paramount-Studios in Hollywood. Weitere Außenaufnahmen entstanden in Yuma in Arizona in den USA. Der Film hatte in den USA am 10. November 1942 in New York Premiere. In Deutschland lief er am 8. April 1949 an und in Österreich am 11. März 1949. Zwei Tage vor der New Yorker Premiere landeten US-Truppen in Marokko im Rahmen der Invasion Französisch-Nordafrikas Operation Torch, was den Film seinerzeit besonders aktuell machte. Als Werbung für den Film hatte sich das Studio einfallen lassen, in jeder Stadt, in der er gespielt wurde, Karten auf Wasserfontänen zu platzieren mit dem Slogan: „Begierig auf Unterhaltung? Sehen Sie, was passiert, wenn Bob Hope Bing Crosby und Dorothy Lamour in der Wüste zu einer Oase verfolgt auf dem ‚Weg nach Marokko‘.“ Edith Head, die achtfach mit einem Oscar für ihre Kostümentwürfe ausgezeichnet wurde und an die 1000 US-amerikanische Filme ausgestattet hat, war auch bei diesem Film für die Kostüme verantwortlich.
Ursprünglich sollte Victor Schertzinger einen Film der Road to … Reihe mit dem Titel Road to Moscow verwirklichen, der jedoch abhängig von den Ereignissen des herrschenden Krieges war. Allerdings blieb es bei dem Vorhaben, ein Drehbuch kam nicht zustande. Paramount ließ Road to Morocco mit zwei verschiedenen Filmenden drehen. In der nicht verwendeten Endversion traten Jeff und Orville in die Marine ein und der Film schloss mit der Zeile: „Wir sehen uns, auf dem ‚Weg nach Tokio‘.“ Bing Crosby und Bob Hope übernahmen ihren Rollen auch in einer am 5. April 1943 vom Lux Radio Theatre ausgestrahlten Sendung. Die Rolle von Dorothy Lamour übernahm die Big-Band-Sängerin Ginny Simms.
Im dritten Film der Road to ...-Reihe gelten dessen Anfangssequenzen weithin als einer der besten Einstiege innerhalb der beliebten Comedy-Reihe und der Film selbst als einer der lustigsten aller Zeiten. Nachdem die ersten beiden Road to …-Filme für andere Akteure verfasst und dann umgestaltet worden waren, war das Drehbuch dieses Films speziell auf die drei „Road-Stars“ zugeschnitten. Hope und Crosby waren das Comedy-Team der 40er Jahre. Neben der Verballhornung so populärer Genres wie „Dschungel-Abenteuer“, oder in diesem Fall der „Kostümfilme im Arabische Nacht Szenario“, galten die Road to …-Filme als Höhepunkt der Hollywood-Selbstparodie, angefüllt mit Witz, auch über Stars, und Filme im Allgemeinen. Der Weg nach Marokko war einer der drei Filme, den Trudy Kockenlocker, dargestellt von Betty Hutton, sich zusammen mit ihrem Verehrer Norval Jones Eddie Bracken in der Screwballkomödie Sensation in Morgan’s Creek ansehen sollte.
Anthony, der Scheich Mullay Kasim spielte, musste sich so viele Sticheleien von Crosby und Hope gefallen lassen, dass er ihnen eine Tracht Prügel androhte. Obwohl Quinn zu der Zeit attraktiv und sportlich war, wurden ihm überwiegend „Schurkenrollen“ angeboten. Wie Hopes Bemerkung zu verstehen war, dass Quinn und er im Film eigentlich eine Fehlbesetzung und viel eher für den romantischen Part geboren seien, wussten selbst die Crew-Mitglieder nicht einzuschätzen; wollte Hope sich allein auf die Schippe nehmen oder sich selbst und Quinn; aber vielleicht war das auch gar kein Scherz. Anthony Quinn hatte bereits in Der Weg nach Singapur, dem ersten Film der Reihe, einen Auftritt als Bösewicht.
Von 1940 stammt der erste Film der Reihe Der Weg nach Singapur, 1941 folgte Der Weg nach Sansibar, 1942 dann Der Weg nach Marokko, danach 1946 Der Weg nach Utopia, 1947 Der Weg nach Rio und 1952 Der Weg nach Bali. 1962 gab es noch den Nachzügler Der Weg nach Hongkong. Der finanziell erfolgreichste war Der Weg nach Rio. Der Weg nach Utopia gilt als einer der besten der Reihe. Im letzten Film der Reihe hatte Dorothy Lamour nur noch eine Cameo-Rolle. Bing Crosby hätte als weibliche Hauptdarstellerin gern Brigitte Bardot gehabt, die Rolle ging dann aber an Joan Collins. Geplant war ein weiterer Film der Reihe mit dem Titel Road to the Fountain of Youth (Weg zum Jungbrunnen), der aber durch den 1977 erfolgten Tod von Bing Crosby nicht mehr zustande kam. Es war geplant, den Film mit Red Skelton und George Burns zu verwirklichen. Daraus wurde aber nichts.
Die Road to ...-Reihe inspirierte sowohl die Filme von Mel Brooks als auch die frühen Werke von Woody Allen. In Mel Brooks’ Filmkomödie Mel Brooks – Die verrückte Geschichte der Welt von 1981 singen Brooks und Gregory Hines den Song Road to Judäa nach der Melodie We’re off on the Road to Morocco. Die Family-Guy-Folge Road to Rhode Island aus dem Jahr 2000 wurde von Road to Morocco inspiriert und beinhaltet eine Titelmelodie auf die gleiche Musik wie der Titel des Films. Seth MacFarlane, der Schöpfer von Family Guy, gilt als großer Fan der Road to …-Reihe. Fehlerhaft im Film ist, dass die zwei gezeigten Kamele zwei Höcker haben, arabische Kamele aber in der Regel nur über einen Höcker verfügen. Yvonne De Carlo hat hier einen ihrer ersten Filmauftritte, sie spielt Dorothy Lamours Dienerin. Der Film war in der Saison 1942/1943 unter den Top 20 an der Kinokasse und verhalf Bob Hope auf Platz 2 auf der Top-Box-Starliste 1943 und Bing Crosby auf Platz 4. Eines der lustigsten Zitate aus dem Film stammt von Bob Hope als „Turkey Jackson“, der beim Anblick der Wüste meint: Das muss der Ort sein, wo alle ihre alten Sanduhren entleeren. Ein weiteres Zitat der Protagonisten: „Vor allen Schurken, denen wir begegnen, müssen wir uns nicht fürchten, Paramount wird uns schützen, weil wir für weitere fünf Jahre unterschrieben haben.“ In der Road to …-Reihe enthält Road to Morocco einige der besten Gags innerhalb der Reihe und präsentiert sogar ein sprechendes Kamel. Die Szene, in der das Kamel Turkey (Bob Hope) ins Gesicht spuckt, war so nicht geplant. Das Kamel tat das aus eigenem Antrieb, während die Kameras liefen, und Hopes Abscheu und Crosbys Reaktionen waren so lustig, dass die Szene in den Film aufgenommen wurde.

### Musik im Film
- Moonlight Becomes You – Gesang: Bing Crosby, später dann von Crosby, Hope und Lamour 
 Der größte Hit dieses Films war Bing Crosbys Solo Moonlight Becomes You. Er war 14 Wochen lang in der Hitparade vertreten, darunter zwei Wochen auf dem Spitzenplatz. Der Song taucht 1996 auch auf dem Soundtrack von Star Trek: First Contact auf.
- (We’re off on the) Road to Morocco – Gesang Bing Crosby und Bob Hope
- Constantly – Gesang Dorothy Lamour
- Ain’t Got a Dime to My Name – Gesang Bing Crosby

Der Song Aladdin’s Daughter von Johnny Burke und James Van Heusen sollte ursprünglich in den Film mit aufgenommen werden, was wieder verworfen wurde. Musik und Text sämtlicher Songs stammen von Burke und Van Heusen.

## Kritik
Das Lexikon des internationalen Films führte lediglich aus, dass „Crosby und Hope als schiffbrüchige Freunde in Abenteuer mit einer hübschen Prinzessin und einem stürmischen Scheich verwickelt [worden seien]“.
Das Publikum strömte, unabhängig von den Bewertungen der Filmkritiker, in die Kinos. Road to Morocco erhielt aber durchaus auch viele positive Kritiken. Die New York Times erklärte: „Es handelt sich, kurz gesagt, um eine Spottschrift auf alle Bilder mit exotischer Romantik, erdacht von ein paar klugen Leuten, die gute Gags bieten.“ Es gab auch Kritiken, wie zum Beispiel in der Herald Tribune, die den Film anklagte, „einen neuen Tiefpunkt in Vulgarität zu setzen,“ jedoch konstatieren musste, „dass der Film immerhin zwei Oscar-Nominierungen erhalten hatte.“ Howard Barnes von der New York Herald Tribune urteilte streng: „Ein einzigartig geschmackloses und absurdes Beispiel von geistlosen Witzeleien irrsinnig komischer Situationen zugunsten des Filmes, wobei ein paar gute Leistungen, die an Kapital da seien, weggeworfen würden“.
Variety meinte, „es handele sich um sprudelnde Unterhaltung ohne einen Anschein von Vernunft. Die Absurditäten seien alle auf Crosby und Hope ausgerichtet […] und böten keinerlei Zurückhaltung. Es sei ein verrückter Urlaub für Spaß-Macher, der Bing Crosby und Bob Hope von ihrer besten Seite zeige zusammen mit Dorothy Lamour, die, wie üblich, Dreh- und Angelpunkt des romantischen Teils der Geschichte sei.“
Bosley Crowther von der New York Times meinte: „Lasst uns dankbar sein, dass Paramount noch mit Bing Crosby und Bob Hope gesegnet ist und dass die Kamera diese beiden auf ihrem fantastischen Ausflug begleitet. […] Auch die Reise in Road to Morocco sei nach den Reisen nach Singapur und Sansibar zu reizvoll, um ihr entkommen zu können.“

## Auszeichnungen
Der Film war auf der Oscarverleihung 1943 für zwei Trophäen nominiert:
- Frank Butler und Don Hartman in der Kategorie „Bestes Originaldrehbuch“. Der Oscar ging jedoch an Michael Kanin und Ring Lardner junior für die Screwball-Komödie Die Frau, von der man spricht.
- Loren L. Ryder in der Kategorie „Bester Ton“. Ausgezeichnet wurde letztendlich Nathan Levinson für den Musicalfilm Yankee Doodle Dandy.
- Der Film wurde 1996 von der US-amerikanischen Nationalbibliothek Library of Congress in das National Film Registry aufgenommen, in dem sich besonders erhaltenswerte Filme befinden.